# NGL (EP)
NGL è il quinto EP della cantante statunitense JoJo, pubblicato il 24 gennaio 2025 dalle etichette Clover Music e BMG.

## Descrizione
Progetto anticipato dai due singoli Porcelain e Too Much to Say, pubblicati nell'autunno del 2024, NGL è composto da otto tracce e ricalca molte delle sonorità R&B che hanno caratterizzato il precedente EP del 2021 Trying Not to Think About It.

## Promozione
Per la promozione dell'EP l'artista sarà impegnata nel tour statunitense Too Much to Say Tour, in partenza a febbraio 2025.

## Tracce
1. Off Again – 0:23 (Gino Barletta, Joanna Levesque, Scott Bruzanek)
2. Nobody – 2:38 (David Williams II, Edwin Serrano, Joanna Levesque, Theron Feemster)
3. Too Much to Say – 2:53 (Khris Riddick-Tynes, Coleridge Tillman, Joanna Levesque, Leon Thomas)
4. Porcelain – 2:30 (David J. Parks, David Williams II, Edwin Serrano, Harry Wayne Casey, Joanna Levesque, Luke Campbell, Rick Finch, Theron Feemster)
5. Ready to Love – 2:54 (Joanna Levesque, Lauren Keene, Ryan Ashley, Tyler James Hotston)
6. Start Over – 3:10 (Brandon Colbein, James Norton, Christopher Petrosino, Joanna Levesque, Robert Andrew McCurdy)
7. One Last Time – 3:59 (David J. Parks, David Williams II, Edwin Serrano, Joanna Levesque, Theron Feemster)
8. Porcelain Reimagined – 3:39 (David J. Parks, David Williams II, Edwin Serrano, Joanna Levesque, Theron Feemster)